# Zoleka Mandela
Zoleka Mandela (9 de abril de 1980 — 25 de setembro de 2023) foi uma escritora, ativista sul-africana, neta de Nelson Mandela. Ela escreveu sobre seus vícios, a morte de sua filha e sobre sua luta contra o câncer de mama.